# Edinburgh-i Egyetem
Az Edinburgh-i Egyetem (angol: University of Edinburgh, skót: University o Edinburgh) egy állami kutatóegyetem Edinburgh-ban, Skóciában. A városi tanács alapította VI. Jakab király 1582-ben kiadott királyi oklevele alapján, és hivatalosan 1583-ban nyitották meg. Skócia négy ősi egyetemének egyike, és a hatodik legrégebbi, folyamatosan működő egyetem az angol nyelvterületen.
A három fő globális egyetemi rangsor (ARWU, THE és QS) az Edinburgh-i Egyetemet egybehangzóan világszinten a legjobb 40 egyetem közé sorolja. Tagja számos egyetemi szövetségnek, köztük a Coimbra-csoportnak, a LERU-nak, a Russell-csoportnak, a Una Europa-nak és a Universitas 21-nek. A 2023. július 31-én végződő pénzügyi évben az egyetem összes bevétele 1,341 milliárd angol font volt, ebből 339,5. Ez a harmadik legnagyobb bevételű egyetem az Egyesült Királyságban, csak Cambridge és Oxford mögött. Az egyetemnek öt fő kampusza van Edinburgh városában, amelyekben számos történelmi és építészeti jelentőségű épület található, például az óvárosban.
Edinburgh a nyolcadik legnagyobb egyetem az Egyesült Királyságban, évente több mint 69 000 fő jelentkezik, így a harmadik legnépszerűbb egyetem az Egyesült Királyságban a jelentkezési mennyiség alapján. Az egyetem szoros kapcsolatokat ápol a királyi családdal, 1953 és 2010 között Fülöp edinburg-i herceg töltötte be a kancellári tisztséget haláig, 2011 márciusa óta pedig Anna királyi hercegnő tölti be a posztot.
Az Edinburgh-i Egyetem nevezetes öregdiákjai közé tartozik Alexander Graham Bell feltaláló, Charles Darwin természettudós, David Hume filozófus, James Clerk Maxwell fizikus és olyan írók, mint Sir JM Barrie, Sir Arthur Conan Doyle, Sir Walter Scott és Robert Louis Stevenson. Az egyetemen több állam- és kormányfő tanult, köztük három brit miniszterelnök. Az egyetemnek 20 Nobel-díjas, négy Pulitzer-díjas, három Turing-díjas, egy Abel-díjas és egy Fields-érmes tanulója van, valamint az itt tanultak összesen tíz olimpiai aranyérmet nyertek.

## Története
Az egyetem alapítása Robert Reid püspök nevéhez fűződik, aki végrendeletében elég pénzt hagyott az egyetem alapításához. IV. Jakab 1582-ben királyi rendeletben biztosította egy egyetem alapítását. Abban a korban ez rendkívüli lépés volt, hiszen az egyetemek építésére pápai bullák adtak engedélyt. És ami az Edinburgh-i Egyetemet még ennél is különlegesebbé teszi, az az, hogy az ezt követő évben a városi tanács is engedélyezte az építkezést és ezzel ez lett az ország legelső polgári egyeteme. Skóciában ez már a negyedik egyetem volt, míg a sokkal népesebb és gazdagabb Angliában még csak kettő létezett. A 18. századra Edinburgh az európai felvilágosodás központjává vált, egyeteme pedig az egyik legfontosabb volt a sorban.

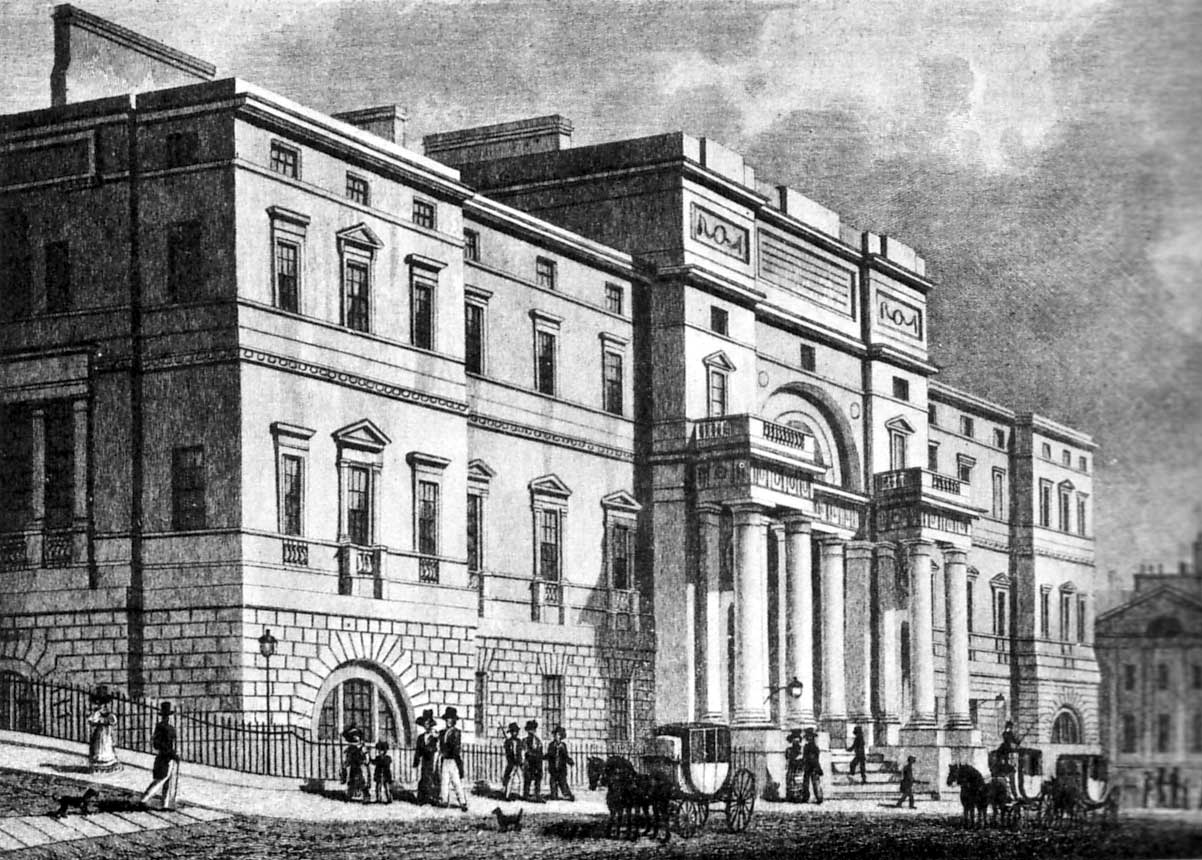
A Régi Egyetem 1827-ben. A kupolát 1887-ben építették hozzá.

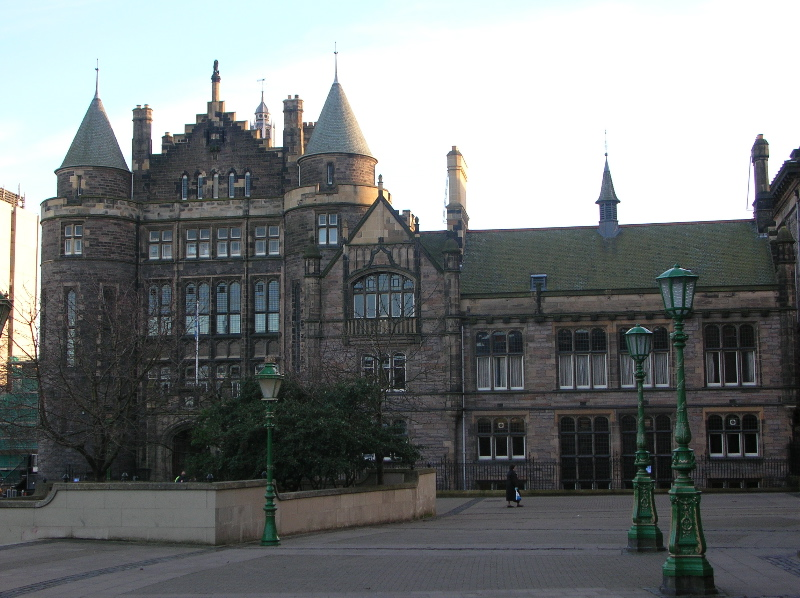
A Teviot Row-i ház, a világ legrégebbi egyetemi klubháza.

Mielőtt a Robert Adam tervezésű „Régi Egyetemet” (Old College) a napóleoni háborúk után átépítették volna, William Henry Playfair építész tervei alapján, az Edinburgh-i Egyetemnek nem volt egységes kampusza, az épületek zagyva összevisszaságban álltak, egymástól függetlenül. Az egyetem legelőször anatómia- és sebészoktatásáról volt nevezetes, amit később kibővítettek sok más területtel. Egy közeli ház alagsorából indult az anatómia tanszék amelyet egy, az egyetem alatt húzódó, alagút folyosó kötött össze a boncteremmel. Ebből az alagútból került elő William Burke holtteste is akasztása után.
A 19. század vége felé, mikor a Régi Egyetem épülete már túl szűkössé vált, megbízták Robert Rowand Anderson építészt egy új, orvosi iskola tervezésével. Az orvosi iskola, tehát, az ő tervei alapján készült el, amihez csak az 1880-as években építették hozzá a McEwan aulát.
Az egyetemnek köszönhető számos történelmi és modern épület a város különböző részein, köztük Skócia legrégibb koncertterme (második legrégebbi Nagy-Britanniában) a Teviot Row-i ház, és a szépen felújított 17. századi „Mylne's Court” kollégium, amely az edinburgh-i királyi mérföld (Royal Mile) utcájának tetején található.
Az egyetemi könyvtárat három évvel az egyetem előtt alapították, 1580-ban. Több, mint 2milliós gyűjteményével ez Skócia legnagyobb egyetemi könyvtára, sőt Európában is igen jelentősnek számít.
Két, legidősebb iskolája – Jog és Vallástudomány – igen nagyrabecsült, ennek megfelelően a jogi kar a Régi Egyetem épületében, míg a vallástudományok kara az Új egyetem épületében (a Skót Parlamenttel szemben) kapott helyet.
Az egyetemnek van saját egyetemi újsága is, amelyet Robert Louis Stevenson alapított 1887-ben.
2002-ben átszervezték az egyetem kilenc egyetemi karát három főiskolává. Bár technikai értelemben véve nem főiskola, a szétválasztott egyetemi részeket ma Bölcsésztudományi és Társadalomtudományi (Humanities and Social Sciences (HSS)), Műszaki (SCE) és Orvostudományi főiskolának nevezik (MVM). Ezeken a „főiskolákon” belül vannak iskolák, amik hozzávetőleg az egyetemi karoknak felelnek meg (Azonban azt érdemes megjegyezni, hogy az egyes iskolák meglehetős anyagi és szervezési autonómiát élveznek).
Trimeszterek helyett ma szemeszterekre osztják a tanévet, egységesen mindegyik iskolában, alkalmazkodva ezzel a többi neves egyetemhez. (leginkább az USA-ban, de az Egyesült Királyságban is)

## Hírnév

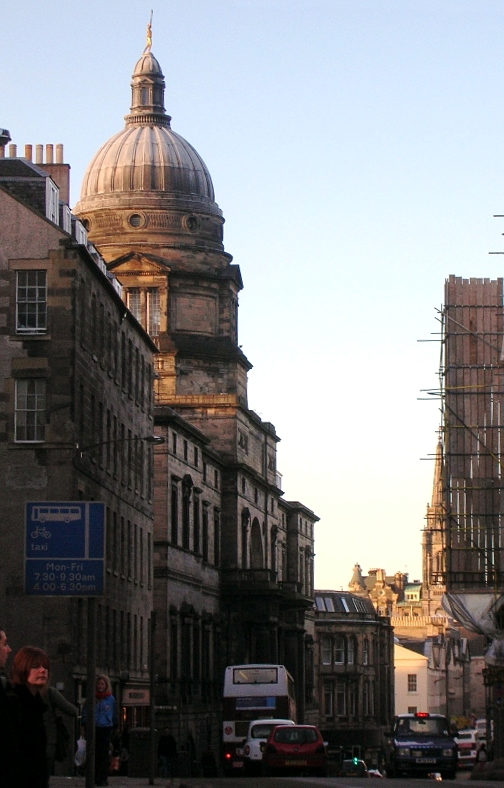
Az egyetem Robert Adam tervezésű Régi Egyetem épülete, amely a jogi kar otthona.

Az Edinburgh-i Egyetem besorolása 2025-ben a világ egyetemei között (QS World University Rankings):
| Felmérés             | Helyezés   | Helyezés  | Helyezés             | Forrás |
| Felmérés             | Globálisan | Európában | Egyesült Királysában | Forrás |
| -------------------- | ---------- | --------- | -------------------- | ------ |
| QS World             | 27.        | 6.        | 6.                   | [ 2 ]  |
| The Higher Education | 30.        | 7.        | 7.                   | [ 3 ]  |
| US News              | 38.        | 8.        | 8.                   | [ 8 ]  |
| Webometrics Ranking  | 38.        | 6.        | 6.                   | [ 9 ]  |

2005-ben, Skóciában az év egyeteme díjat elnyerte.

## Híres tanítványai

### Politikusok
- Gordon Brown, pénzügyminiszter

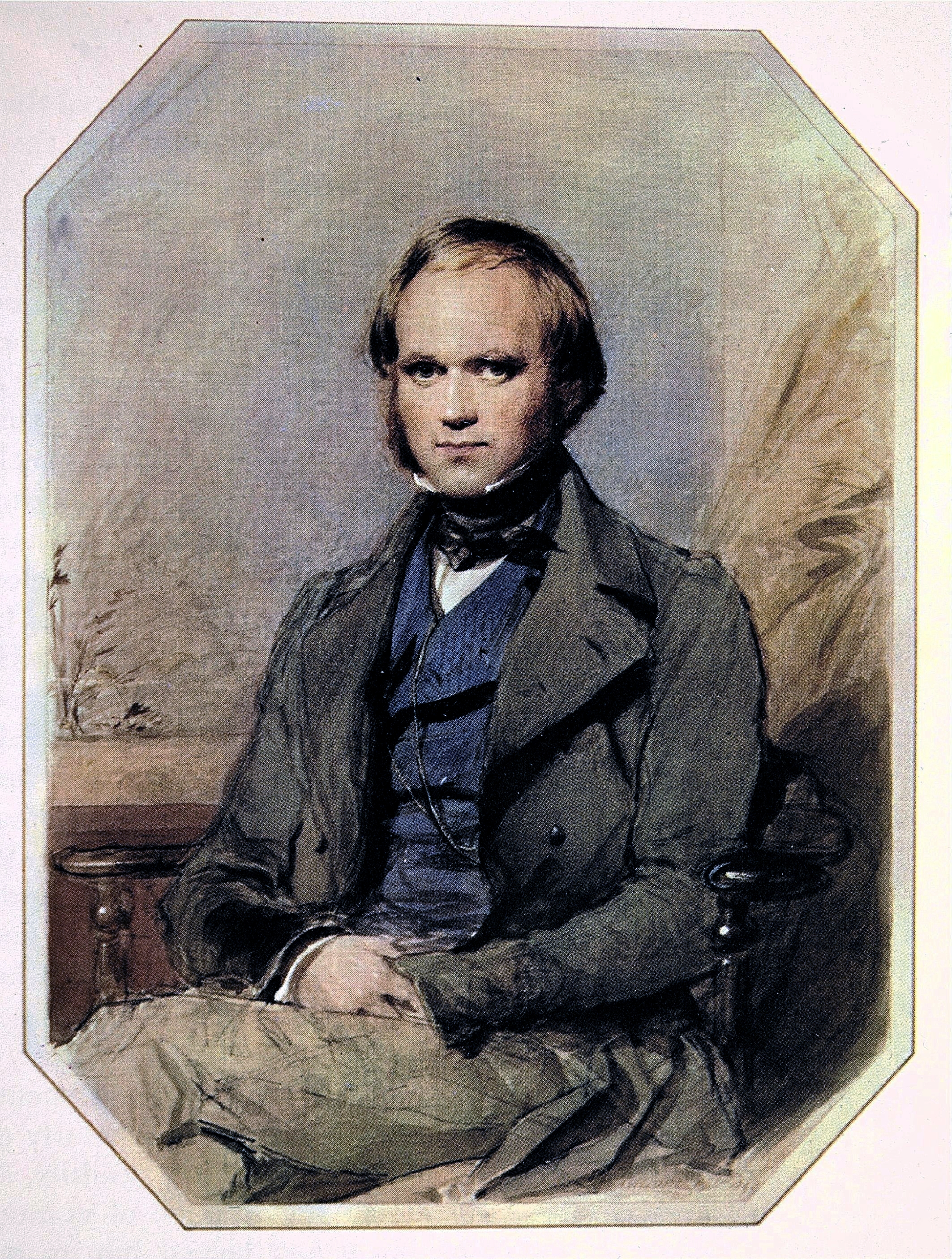
Charles Darwin

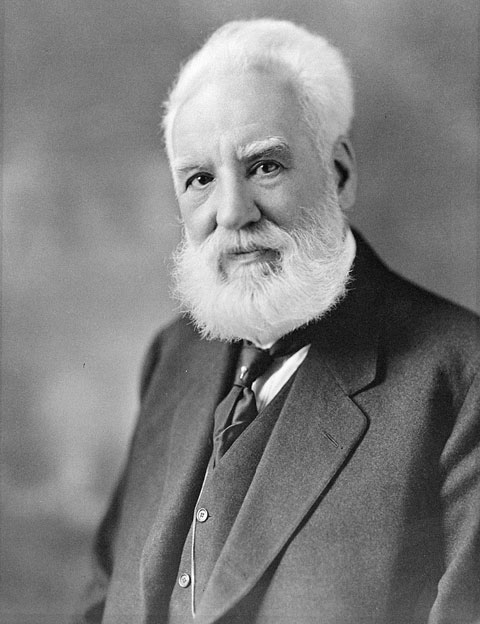
Alexander Graham Bell

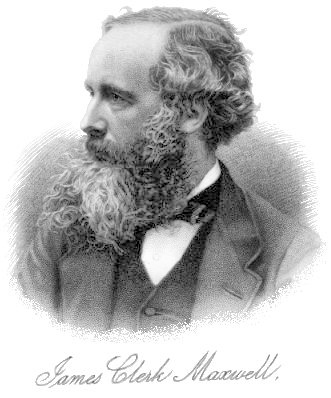
James Clerk Maxwell

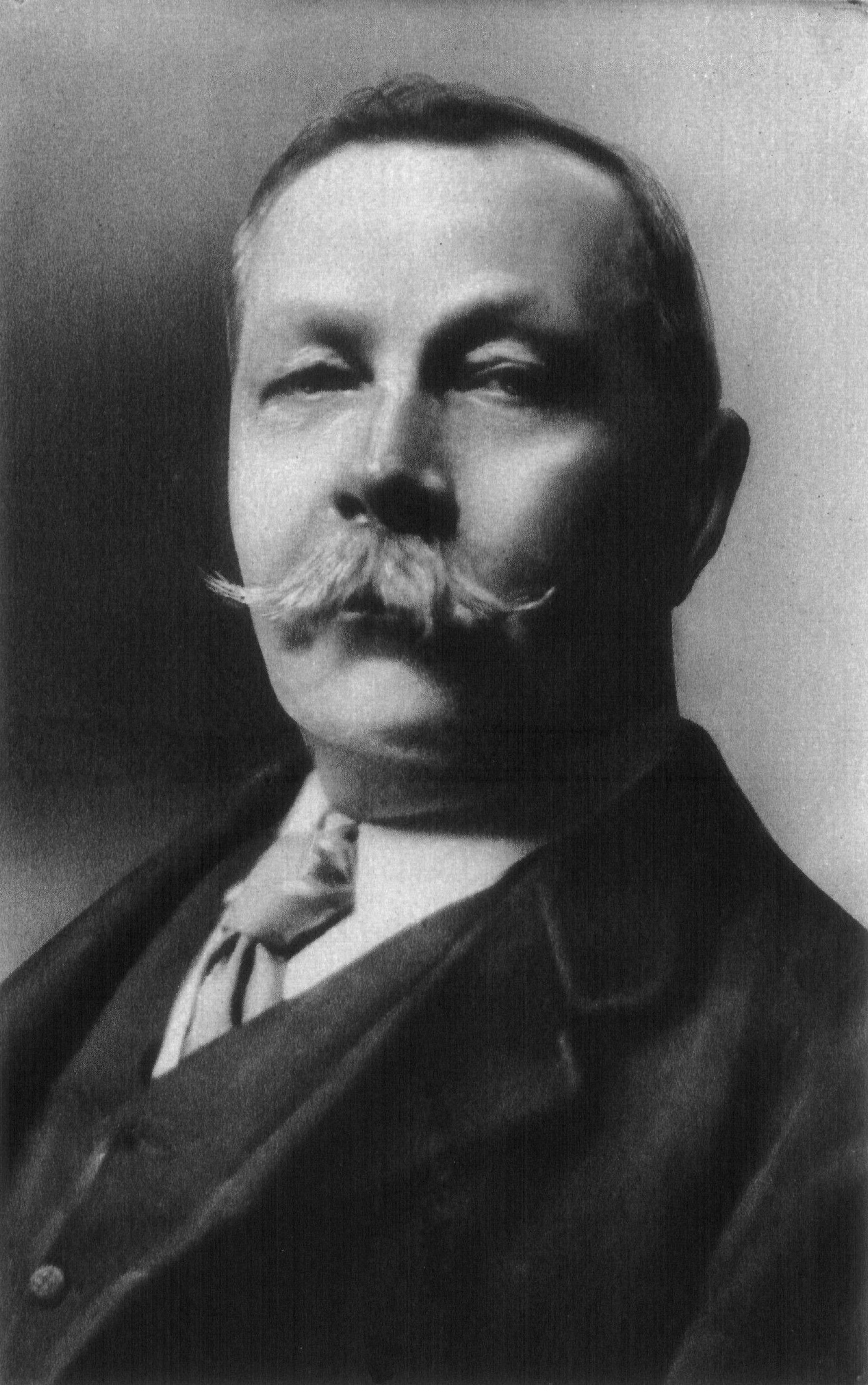
Sir Arthur Conan Doyle

- Robin Cook, korábbi külügyminiszter
- Tessa Jowell, miniszter
- Henry Dundas, 1st Viscount Melville, államférfi
- Robert Finlay, 1st Viscount Finlay, Nagy-Britannia lordkancellárja
- Jennie Lee, az „Open University” alapítója, miniszter
- James Mackay, Baron Mackay of Clashfern, lordkancellár
- David McLetchie, A „Skót Konzervatív Párt” korábbi vezetője
- Henry Petty-FitzMaurice, 3rd Marquess of Lansdowne, pénzügyminiszter
- Malcolm Rifkind, külügyminiszter
- John Russell, 1st Earl Russell, miniszterelnök
- Charles Tupper, Kanada miniszterelnöke
- John Witherspoon, az Amerikai Egyesült Államok függetlenségi nyilatkozata aláírója
- Benjamin Rush, az Amerikai Egyesült Államok függetlenségi nyilatkozata aláírója
- Julius Nyerere, Tanzánia első miniszterelnöke
- Yun Po Sun, Dél-Korea államfője
- Hastings Banda, Malawi államfője

### Tudósok
- Sir Michael Francis Atiyah, matematikus
- Charles Glover Barkla, Nobel-díjas fizikus
- Alexander Graham Bell, A telefon feltalálója
- Joseph Bell, orvos
- Joseph Black, fizikus és kémikus
- Robert Brown, botanikus
- Anneila Sargent, űrhajós
- Max Born, Nobel-díjas fizikus
- David Brewster, tudós
- J. W. S. Cassels, matematikus
- Ian Clarke, számítástechnikus
- Charles Darwin természettudós, "A fajok eredete" szerzője
- James Dewar, fizikus és kémikus
- Peter C. Doherty, Nobel-díjas orvos
- Klaus Fuchs, pszichológus
- Archibald Geikie, geológus
- James Hector, geológus
- Peter Higgs, fizikus
- Robin Hochstrasser, kémikus
- Archie Howie, fizikus
- James Africanus Beale Horton, orvos
- Charles Hutton, matematikus
- James Hutton, A modern geológia atyja
- Robert Jameson, Ásványkutató
- George Kelly, pszichológus
- Sir John Leslie, matematikus és fizikus
- Joseph Lister, a fertőzésgátló szerek bevezetője a sebészetbe
- Colin Maclaurin, matematikus
- David MacRitchie, régész
- James Clerk Maxwell, fizikus, az elektromágnesség atyja
- Roger Mercer, régész
- Robin Milner, számítástechnikus
- Augustus De Morgan, matematikus
- Richard Owen, biológus, paleontológus
- John Playfair, matematikus
- Peter Guthrie Tait, fizikus
- Igor Tamm, Nobel-díjas fizikus
- Edmund Whittaker, matematikus
- William Withering, fizikus
- David Adger, nyelvész

### Művészek
- Robert Adam, építész
- J. M. Barrie, A Pán Péter szerzője
- Elizabeth Blackadder, művész
- Thomas Brown, filozófus
- Thomas Carlyle, történész, író
- Sir Arthur Conan Doyle, A Sherlock Holmes szerzője
- Adam Ferguson, Filozófus, történész
- Robert Garioch, költő, fordító
- Oliver Goldsmith, író, fizikus
- David Hume, Filozófus, történész
- James MacMillan, zeneszerző
- James Mill, történész
- Sir Walter Scott, költő
- Alexander McCall Smith, az orvosi jog doktora
- Dugald Stewart, filozófus

### Egyéb híres emberek
- John Aikin, fizikus, író
- John Brown, fizikus, író
- Benjamin Constant, politikus, író
- Daisy Donovan, színész
- Reginald Johnston, Az utolsó kínai császár, Pu Yi tanítója
- Philippa "Pippa" Matthews, Katalin Cambridge-i hercegné húga